# Eurodollaro
Gli eurodollari sono un'euromoneta in dollari, depositati su conti al di fuori degli USA e che quindi non sono sotto la giurisdizione della Federal Reserve.
Rappresentano investimenti alternativi al prestito interbancario. Sono depositi vincolati con scadenza molto breve (in genere 24 ore o inferiore).
Il tasso pagato da un acquirente di eurodollari è il LIBID (London interbank bid rate), mentre il tasso incassato da un venditore di eurodollari è il LIBOR (London interbank offer rate). Prima della crisi finanziaria del 2007-2009 il tasso LIBOR era prossimo a quello del prestito interbancario.
Il prefisso euro non sta ad indicare la valuta, non c'è alcuna connessione con l'euro o l'eurozona. Più generalmente, il prefisso euro- può essere utilizzato per indicare una qualsiasi moneta che è depositata in un paese in cui non è la moneta ufficiale, per esempio Euroyen.
In Europa i più grandi depositi di eurodollari sono a Londra .

## Storia
Gradualmente, dopo la seconda guerra mondiale la quantità di dollari americani fuori dagli USA è aumentata enormemente, sia per il Piano Marshall che per le importazioni degli stessi Stati Uniti, una nazione che diventò il più grande mercato di consumo dopo la guerra. Di conseguenza, somme enormi di dollari americani furono in custodia di banche estere fuori dal paese. Alcune di queste nazioni, come l'Unione Sovietica, avevano depositi di dollari garantiti da certificati. Vari miti esistono su chi per primo ideò il concetto di Eurodollaro, ma molti ritengono che questo fenomeno nacque dai governi comunisti che possedevano grandi riserve di dollari fuori dagli USA.
Secondo alcune ricostruzioni, i primi esempi risalgono alla Repubblica Popolare Cinese che nel 1949 trasferì le sue riserve in dollari americani alla banca posseduta dai sovietici Banque Commerciale pour l'Europe du Nord – Eurobank a Parigi prima che gli Stati Uniti congelassero i fondi rimanenti durante la guerra di Corea.
In un'altra versione, la prima operazione di questo tipo venne effettuata dall'Unione Sovietica durante il periodo della guerra fredda, specialmente durante la rivoluzione ungherese del 1956. L'Urss temeva che i suoi depositi in Nord America sarebbero stati congelati. Fu quindi deciso di muovere alcuni fondi alla Moscow Narodny Bank, una banca inglese di proprietà sovietica. La banca inglese avrebbe poi depositato quella somma nelle banche americane. A quel punto quei soldi non sarebbero stati più confiscabili, in quanto appartenenti ad una banca Britannica e non più ai sovietici. Il 28 febbraio 1957, la somma di 800 000 dollari fu trasferita, creando i primi eurodollari. I depositi di eurodollari furono tenuti in maggioranza dalle banche europee e dalle istituzioni finanziarie. Un ruolo cruciale fu quello delle banche della City, come la Midland Bank e le loro holding offshore.
A metà degli anni cinquanta del Novecento, lo sviluppo dello scambio degli Eurodollari e la sua ascesa verso la dominanza della valuta globale iniziarono quando l'Unione Sovietica volle maggiori interessi sui propri Eurodollari. I Sovietici così convinsero un cartello bancario Italiano a dare loro interessi superiori a quelli ottenibili depositando i soldi negli Stati Uniti. I banchieri Italiani dovevano trovare dei clienti pronti a prendere in prestito i soldi depositati dall'URSS e pagare oltre l'interesse legale americano per il loro uso, e ci riuscirono. Gli Eurodollari iniziarono ad essere usati sempre di più nella finanza globale.
Gli eurodollari possono avere un alto tasso di interesse poiché sono fuori il controllo della Federal Reserve. Le banche statunitensi in possesso di un conto presso la Fed possono ricevere liquidità illimitata da parte della Fed se dovesse sorgere un qualche problema. Queste riserve obbligatorie e il sostegno della banca centrale americana ad effettuare operazioni di "salvataggio" rende i depositi di dollari americani nelle banche statunitensi intrinsecamente meno rischiosi, e mentre i depositi in eurodollari sono leggermente più rischiosi, per questo hanno un tasso di interesse leggermente più alto.
Entro la fine del 1970, 385 miliardi di eurodollari sono stati prenotati offshore. Questi depositi derivano da finanziamenti USA in dollari alle imprese in altri paesi dove i tassi di interesse sui prestiti erano forse molto più elevati nella valuta locale, e dove le imprese esportavano negli Stati Uniti pagate in dollari, evitando così il rischio di cambio sui loro prestiti.
Diversi fattori hanno portato gli Eurodollari a superare in popolarità i certificati di deposito (CD) (emessi da banche statunitensi) come principali strumenti privati del mercato monetario a breve termine per il 1980, tra cui:
- I deficit commerciali degli Stati Uniti
- Il tetto imposto dalla Federal Reserve degli Stati Uniti sui depositi nazionali durante l'alta inflazione del 1970[4]
- I depositi in eurodollari erano una fonte più economica di fondi perché erano liberi degli obblighi di riserva e delle valutazioni di assicurazione dei depositi.

## Dimensione del mercato
Nel dicembre 1985 il mercato delle eurovalute è stato stimato dalla J.P. Morgan & Co. Guaranty bank di avere una dimensione al netto di 1,668B, di cui il 75% sono probabili eurodollari. Tuttavia, dal momento che i mercati non sono responsabili davanti a qualsiasi agenzia governativa, la sua crescita è difficile da stimare. Il mercato degli eurodollari è con un ampio margine la più grande fonte di finanziamento globale. Nel 1997, quasi il 90% del totale dei prestiti internazionali sono stati fatti in questo modo.